# Cal Bouchard
Pour les articles homonymes, voir Bouchard.
Carolin Ruth Bouchard, dite Cal Bouchard est une joueuse de basket-ball canadienne née le 27 novembre 1977 à Richmond.

## Carrière
Capitaine de l'équipe du Boston College à la fin des années 1990, elle est la première Canadienne à être draftée en Women's National Basketball Association lors de la draft WNBA 2000. Elle rejoint le Shock de Détroit.
Elle participe aux Jeux panaméricains de 1999, remportant la médaille d'argent, ainsi qu'aux Jeux olympiques d'été de 2000 où le Canada termine dixième.